# Лінетт Фромм
Лінетт Еліс «Пискля» Фромм (англ. Lynette Alice "Squeaky" Fromme; народилася 22 жовтня 1948 (76 років)) — американка, член сумнозвісної «сім'ї» Чарльза Менсона, яка намагалася вбити президента Джеральда Форда в 1975 році. Засуджена до довічного позбавлення волі, звільнена після 34 років ув'язнення 14 серпня 2009 року.

## Ранні роки
Народилася в Санта-Моніці в штаті Каліфорнія, в сім'ї домогосподарки і авіаційного інженера. Дитиною Лінетт була учасницею популярної танцювальної групи Westchester Lariats, яка здійснювала турне по США і Європі, з'явилася на телебаченні і побувала в Білому Домі. Лінетт їздила з групою в турне 1959 року.
У 1963 році родина Фромм переїхала в Редондо-Біч (Redondo Beach), також у штаті Каліфорнія. Дочка почала пити і вживати наркотики, у неї з'явилися проблеми з сім'єю і навчанням, хоча школу у 1966 вона все ж закінчила. На кілька місяців Лінетт їде від батьків, потім недовго вчиться в коледжі, але після сварки з батьком йде з дому.

## В угрупуванні Чарльза Менсона
У 1967 страждаючи від депресії і не маючи свого дому, Лінетт зустріла нещодавно вийшовшого з в'язниці Менсона і захопилася його філософією. Вони подружилися і стали подорожувати разом з іншими молодими людьми. Жили вони то на ранчо в Південній Каліфорнії, то в пустелі біля Долини Смерті на кордоні з Невадою. Джордж Споун дав їй прізвисько «Сквікі» через звук, який вона видала, коли він торкнувся її.
Коли Менсон і деякі члени його сім'ї були заарештовані за вбивство Шерон Тейт і кілька інших вбивств, Фромм і ті, що залишилися на волі, активно вели кампанію за їх виправдання. Вони намалювали хрести у себе на лобі, відмовлялися від дачі показань і поширювали вчення Менсона. В результаті Лінетт отримала короткий термін за неповагу до суду.
Надалі Фромм і комуна послідовників Менсона намагалися проживати близько до в'язниць, в яких він перебував. Лінетт почала писати 600-сторінкову книгу про «сім'ю», але потім відмовилася від цієї ідеї. Доля рукопису невідома.

## Вбивство в Стоктоні
Коли Фромм перебувала в Стоктоні разом з двома подругами і двома чоловіками, раніше засудженими членами Арійського Братства, на ім*я Майкл Монфорт і Джеймс Крейг, ті вбили Джеймса Віллета, за те, що він хотів донести на них. Вілетта змусили викопати собі могилу і застрелили. Після виявлення тіла, група була заарештована. В будинку-трейлері, де вони перебували, поліція вилучила зброю і наркотики. Потім було також знайдено тіло вбитої дружини Віллета Лорін (Lauren Willett). Їх дочка-немовля опинилася в притулку. Так чи інакше, Фромм було звільнено через нестачу доказів.

## Спроба зустрітися з Джиммі Пейджем
В березні 1975 року, Фромм спробувала вступити в контакт з Джиммі Пейджем з Led Zeppelin, проте віцепрезидент звукозаписної компанії Денні Голдберг не пустив її до музиканта. Після довгої суперечки в готелі, під час якої Фромм говорила про те, що хоче попередити Пейджа про небезпеку, яка виходить від якихось «енергій» і може бачити майбутнє, Голдберг погодився передати її записку, проте потім спалив її.

## Замах на президента

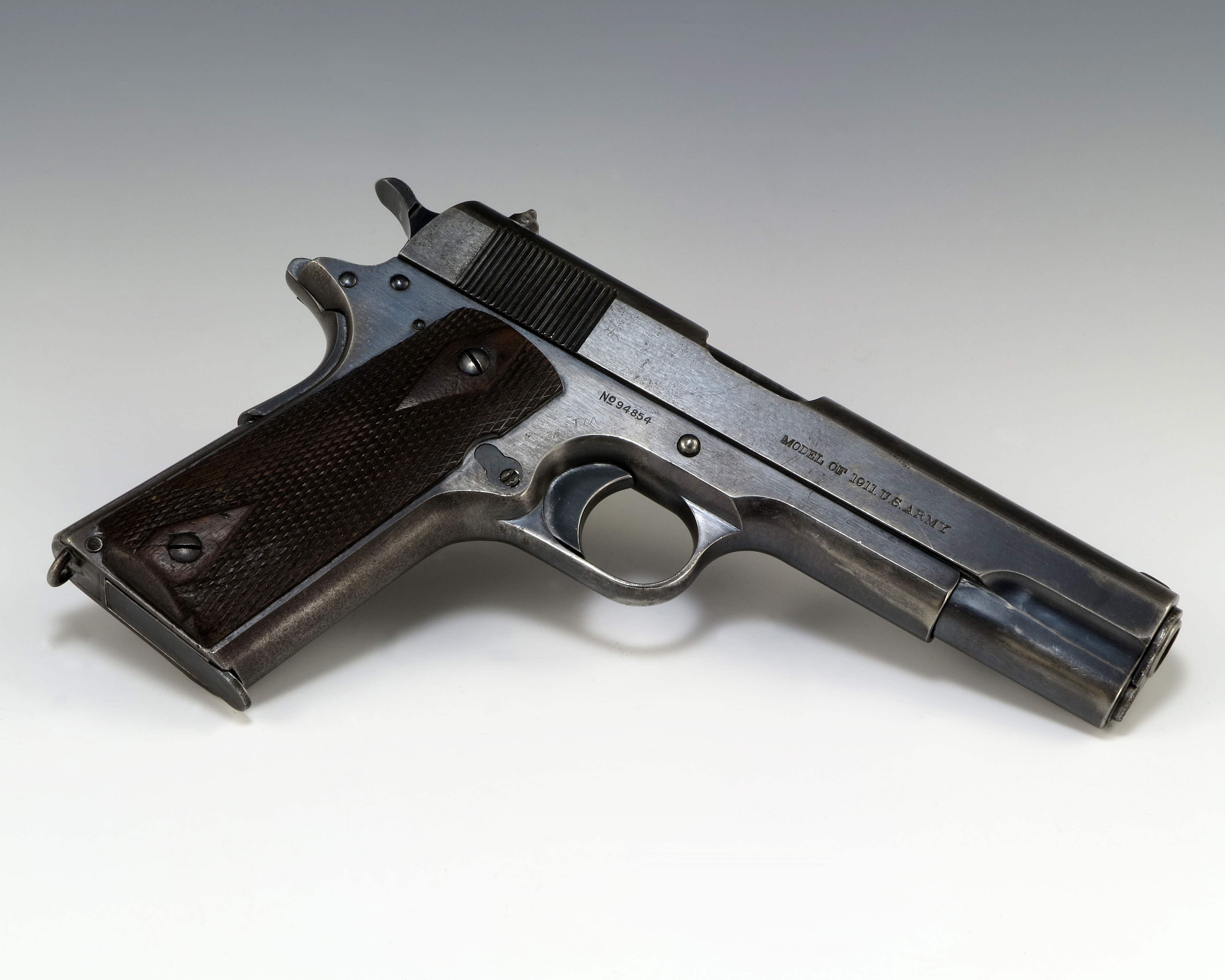
Пістолет, який використовувала Фромм

Вранці 5 вересня 1975 року Фромм прийшла в парк біля Капітолія штату Каліфорнія, у місті Сакраменто, де в цей день повинен був перебувати президент Форд. Фромм мала при собі самозарядний пістолет M1911. Пістолет був заряджений чотирма патронами, але не готовий до стрільби, оскільки Фромм не дослала патрон у патронник. Вона направила пістолет на президента Форда і була тут же знешкоджена агентом Секретної служби. Скручена і закута в наручники Лінетт змогла дати коротке інтерв'ю, пояснивши, чому пістолет не вистрілив. Надалі Фромм давала різні пояснення своїм мотивам і неготовності її зброї до відкриття вогню.
На суді Лінетт відмовилася співпрацювати з власним захистом і кинула яблуко в прокурора, розбивши йому окуляри.
Отримала довічне покарання.

### Подальше життя
У 1979 році Фромм була переведена у в'язницю в місті Дублін, Каліфорнія. 23 грудня 1987 року вона втекла звідти, щоб зустрітися з Менсоном, але була затримана через два дні.
14 серпня 2009 року Фромм була звільнена умовно-достроково. Потім вона переїхала в штат Нью-Йорк.

## В культурі
Історія Лінетт Фромм та інших вбивць президентів — успішних і ні — розказана в мюзиклі Assassins Стівена Сондхайма і Джона Вейдмана. Її героїня з'являється в дуеті з Джоном Хінклі.
У 70-х роках стала також героїнею серії скетчів в шоу Saturday Night Live для NBC. Її зіграла актриса Ларейн Ньюман.
Була однією з героїнь фільма Квентіна Тарантіно «Одного разу в… Голлівуді» (2019), де її роль виконала Дакота Феннінг.